# إدي فرانسيس
إدي فرانسيس (بالصينية: 艾迪·弗朗西斯) (17 ديسمبر 1990 بشانغهاي في الصين - ) هو لاعب كرة قدم صيني في مركز الدفاع. لعب مع داليان ييفانغ ونادي مجموعة شانغهاي الدولية للموانئ وNingbo Huaao F.C. ‏ وSuzhou Trips F.C. ‏.

## روابط خارجية
- إدي فرانسيس على موقع قاعدة بيانات كرة القدم.إي يو (الإنجليزية)
- إدي فرانسيس على موقع Soccerway.com (الإنجليزية)